# Rhynchée peinte
Rostratula benghalensis
Espèce
Répartition géographique
Statut de conservation UICN

 LC  : Préoccupation mineure

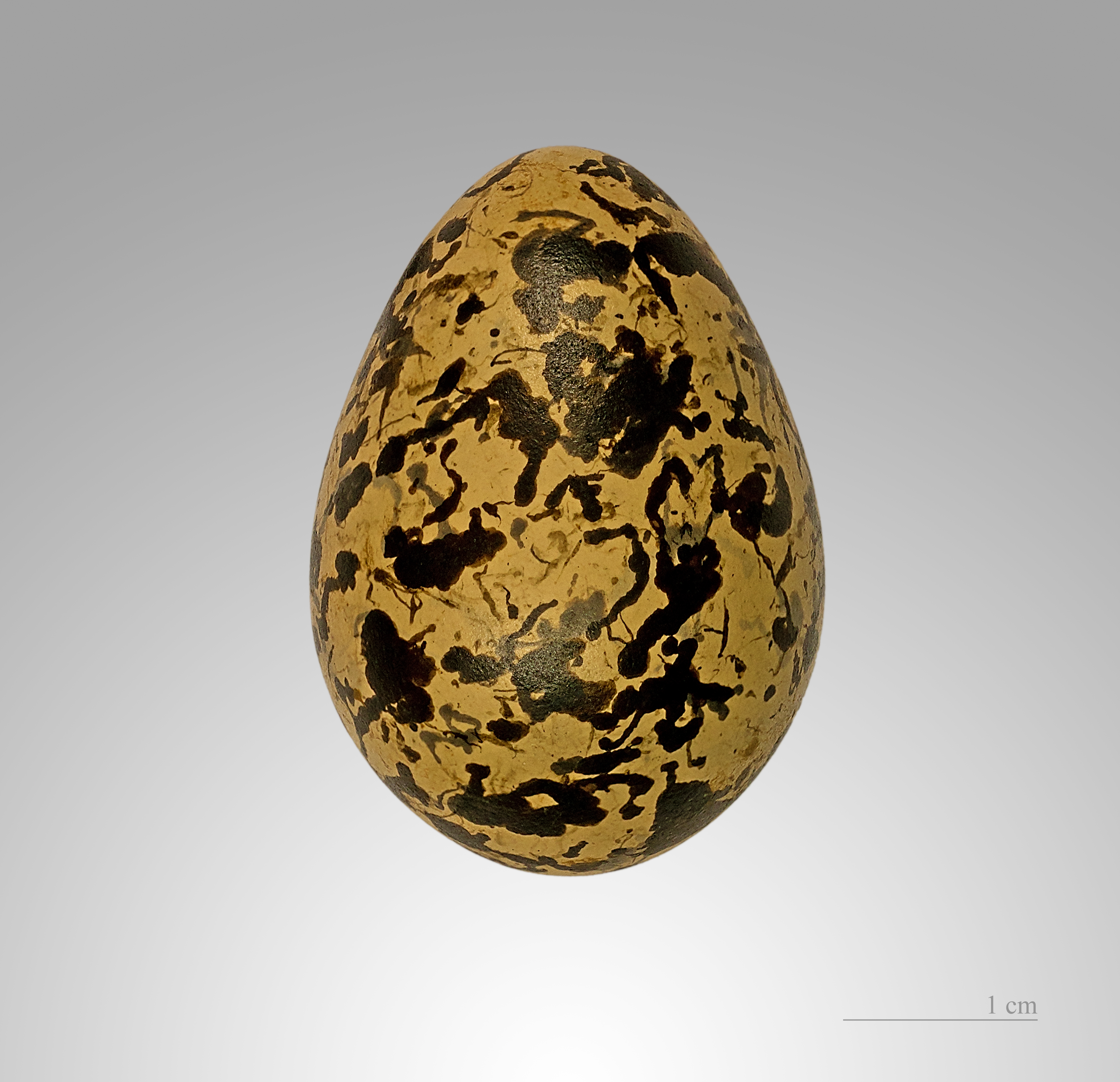
Œuf de Rhynchée peinte - Muséum de Toulouse

La Rhynchée peinte (Rostratula benghalensis (Linnaeus, 1758)) est une espèce d'oiseaux limicoles de la famille des Rostratulidae. Elle possède une vaste aire de répartition et présente un dimorphisme sexuel inversé (la femelle étant plus colorée que le mâle).

## Description
Cet oiseau mesure 23 à 26 cm et son aile pliée 12,5 à 15 cm.
Les ailes sont larges et arrondies. Deux bretelles blanches se distinguent sur les côtés du manteau et arrivent jusqu'au croupion.
La femelle présente en plumage nuptial une calotte brun verdâtre avec une raie sommitale dorée et des cercles orbitaux blancs encadrant de gros yeux et s'étendant sous forme d'une ligne jusqu'aux parotiques. Le reste de la tête, le cou et la poitrine sont brun roux. Cette dernière est limitée au niveau du ventre par une bordure noire s'étendant en demi-cercle jusqu'au manteau. Les parties supérieures sont vert brillant avec des dessins bruns et roux. Plusieurs scapulaires blanches, étroites et effilées forment un V sur le manteau.
Le mâle est plus petit que la femelle. Il présente un plumage plus terne. Sa tête et son cou sont gris brun et striés de blanchâtre. Ses parties supérieures sont chamois doré.
Le juvénile ressemble beaucoup au mâle adulte, mais les plumes des ailes sont plus grises avec les extrémités blanches et des taches chamois plus pâles.
Le bec, incurvé vers l'extrémité, est brun roux pâle chez tous les oiseaux.

## Liste des sous-espèces
La Rhynchée peinte est actuellement monotypique depuis que la rhynchée australe a recouvré son statut spécifique en 2007.

## Répartition
La répartition en période de reproduction comprend l'Afrique, Madagascar, l'Asie mineure, le sud de l'Asie, le Japon, les Philippines, les Grandes et Petites îles de la Sonde et à l'est jusqu'à Florès.
Essentiellement sédentaire, cette espèce est cependant occasionnelle au printemps et en été en Israël.

## Habitat
La Rhynchée peinte fréquente les zones humides des plaines tropicales et subtropicales, en particulier les marais et les prairies inondées.

## Comportement
Cette espèce est en général crépusculaire, voire nocturne lors des nuits claires. Elle est discrète et furtive. Dérangée, elle préfère s'immobiliser plutôt que de s'envoler. Lorsqu'elle le fait, elle décolle avec un vol direct sur une courte distance, pattes pendantes.
Elle présente un comportement nuptial inversé puisque la femelle effectue les vols nuptiaux à faible hauteur et rappelant celui d'une bécasse. Au cours de ceux-ci, elle répète une note unique rappelant le son obtenu en soufflant dans le goulot d'une bouteille vide. Elle courtise le mâle qui assure l'incubation des œufs et l'élevage des jeunes. Les deux partenaires paradent également au sol avec les ailes déployées et en se faisant face.
Cette espèce est en général silencieuse mais elle peut émettre un kik explosif ou un croassement guttural lorsqu'elle est dérangée.

## Source
- Taylor D. (2006) Guide des limicoles d'Europe, d'Asie et d'Amérique du Nord. Delachaux & Niestlé, Paris, 224 p.